# FK Olimpik Sarajevo
Maillots
Dernière mise à jour : 13 janvier 2018.
Le Fudbalski Klub Olimpic Sarajevo (FK Olimpic Sarajevo) est un club de Bosnie-Herzégovine situé dans la ville de Sarajevo. Ce club évolue en première division du championnat de Bosnie-Herzégovine.
Le FK Olimpic Sarajevo est créé en 1993.

## Bilan sportif

### Palmarès
- Coupe de Bosnie-Herzégovine
  - Vainqueur (1) : 2015

### Bilan européen
Note : dans les résultats ci-dessous, le score du club est toujours donné en premier
| Saison    | Compétition  | Tour           | Club           | Domicile | Extérieur | Total  |
| --------- | ------------ | -------------- | -------------- | -------- | --------- | ------ |
| 2015-2016 | Ligue Europa | Premier tour Q | Spartak Trnava | 1 - 1    | 0 - 0     | 1 - 1E |

Légende
- Victoire ou qualification pour le tour suivant
- Match nul
- Défaite ou élimination de la compétition